# 膜頭副單棘魨
膜頭副單棘魨，又稱膜頭副單角魨，為輻鰭魚綱魨形目鱗魨亞目單棘魨科的其中一種，為熱帶海水魚，分布於印度西太平洋區，包括泰國、印尼、菲律賓、巴布亞紐幾內亞及澳洲北部海域，棲息深度3-25公尺，體長可達11公分，棲息在珊瑚礁區、沙泥底質水域，生活習性不明。

## 扩展阅读
維基物種上的相關：膜頭副單棘魨